# Canzoni Per La Decrescita Felice
Canzoni Per La Decrescita Felice è il quinto album in studio del gruppo musicale italiano España Circo Este, pubblicato il 14 marzo 2025 dall'etichetta Garrincha373.

## Il disco
Il disco è stato registrato nel corso del 2023 e 2024 da Francesco Pontillo, bassista della band presso il Tiny Red Temple studio di Forlì.
Attraverso le sue canzoni, la band invita a riflettere su una società che troppo spesso corre senza una direzione, incoraggiando una "decrescita felice", ossia una scelta consapevole di ridurre il consumismo per riscoprire valori più autentici e relazioni più genuine.
Il disco è stato anticipato da quattro singoli e da un tour di anteprima nelle principali città italiane.

## Tracce
Testi di Marcello Putano, musiche di Marcello Putano e Francesco Pontillo.
1. Per Fermare L'Apocalisse – 1:55
2. Tutto Si Trasforma – 3:47
3. Pizza Cuore Family – 2:53
4. Vino In Cartone (Canzone Per La Decrescita Felice) – 3:56
5. Festa Nella Foresta (feat. Queen of Saba, La Murga di Padova) – 2:54 (testo: Marcello Putano e Sara Santi – musica: Marcello Putano, Francesco Pontillo, Lorenzo Battistel)
6. La Mia Preghiera (feat. Sick Tamburo) – 3:14
7. Vederti Ancora – 3:41
8. Prideappio – 2:50
9. Addio Paura (feat. Modena City Ramblers) – 3:43
10. L'Arte Della Fuga – 4:33

Durata totale: 33:26

## Formazione

### España Circo Este
- Marcello Putano – voce, chitarra, Ukulele
- Francesco "Ponz" Pontillo – basso, chitarra, sintetizzatori, cori
- Giammarco "Jimmy" Tassinari – batteria, percussioni
- Matteo "Don" Bertani – violino, fisarmonica, chitarra, pianoforte, cori, diamonica
- Paolo "Pablo" Barigazzi - tromba

### Altri Musicisti
- Gian Maria Accusani - voce (traccia 6)
- Modena City Ramblers - violino, mandolino, fisarmonica, voci (traccia 9)
- Sara Santi - voce (traccia 5)
- Lorenzo Battistel - programmazioni e produzioni (traccia 5)
- La Murga di Padova - percussioni (traccia 5)
- Dario Misano - chitarra classica (traccia 4,7,10)
- Tommaso Pacchioni - chitarre (traccia 2)
- Andrea Guerrini - trombe, euphonium, arrangiamento ottoni (traccia 3,7,8)
- Lorenzo Rocculi - trombone (traccia 3,7,8)
- Miriana Pagano - cori (traccia 2,7,8)
- Isidora Prado Barra - voce (traccia 3)
- Elena Bertani - violoncello (traccia 2)
- Coro spontaneo di voci bianche dell'Unione del Rubicone - cori (traccia 1)